# Iglesia de Nuestra Señora de la Anunciada
La iglesia de Nuestra Señora de la Anunciada, ubicada en las inmediaciones del municipio de Urueña, provincia de Valladolid, Castilla y León, es un destacado ejemplo del arte románico en España. Este edificio, singular por su emplazamiento y sus características arquitectónicas, combina influencias de diferentes tradiciones artísticas y ha sido objeto de diversas modificaciones a lo largo de los siglos. 

## Emplazamiento y contexto histórico

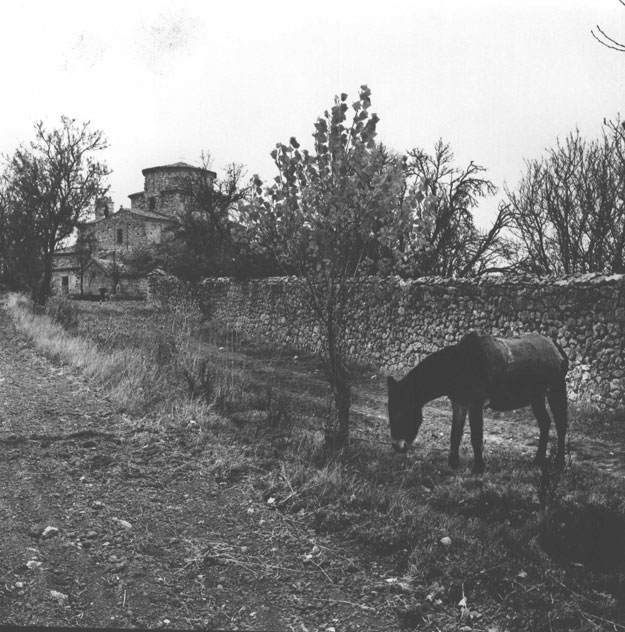
Foto antigua de la iglesia.

La iglesia se encuentra en un paraje aislado, junto a un arroyuelo y rodeado de vegetación, a unos dos kilómetros del casco urbano de Urueña, un pueblo amurallado con una rica historia medieval. Esta iglesia/ermita puede datarse en el último cuarto del siglo XI o principios del XII, basándose en paralelismos con otras construcciones de la época, como San Martín de Frómista (1066) y San Pelayo de Perazancas (1076). 
Este aislamiento al estar separado del núcleo urbano nos podrían indicar una posible conexión con monasterios mozárabes, ya que estas comunidades solían elegir emplazamientos similares. Aunque no existen pruebas documentales concluyentes, el uso de arcos de herradura y ciertos elementos constructivos en el muro norte apoyan la hipótesis de que la iglesia pudiera tener un origen mozárabe, antes de su transformación en el edificio románico que se conserva actualmente. 
En este edificio divisamos varios ejemplos relacionados con el Románico lombardo, el cual se inspira en corriente italiana, este estilo llega a la península a través de la Corona de Aragón, la cual había conquistado gran parte del sur de Italia. Las características que se pueden divisar en este maravilloso ejemplo interior, son las fajas lombardas y los arqillos ciegos. Sin embargo, la falta de documentos históricos y la ausencia de decoración original dificultan precisar la fecha exacta de construcción de la iglesia. 
No obstante, basándose en su semejanza con San Martín de Frómista (1066) y San Pelayo de Perazancas (1076), se estima que la iglesia de Urueña fue edificada entre finales del siglo XI y principios del XII. Este período corresponde a una etapa en la que el románico castellano estaba en plena formación, influenciado por modelos exteriores, como el románico catalán y el románico lombardo.
La iglesia fue dedicada oficialmente a Nuestra Señora de la Anunciada a mediados del siglo XVI, como lo confirma una inscripción presente en el templo. Sin embargo, no se sabe a qué advocación estuvo destinada antes de esa fecha.

## Arquitectura y diseño

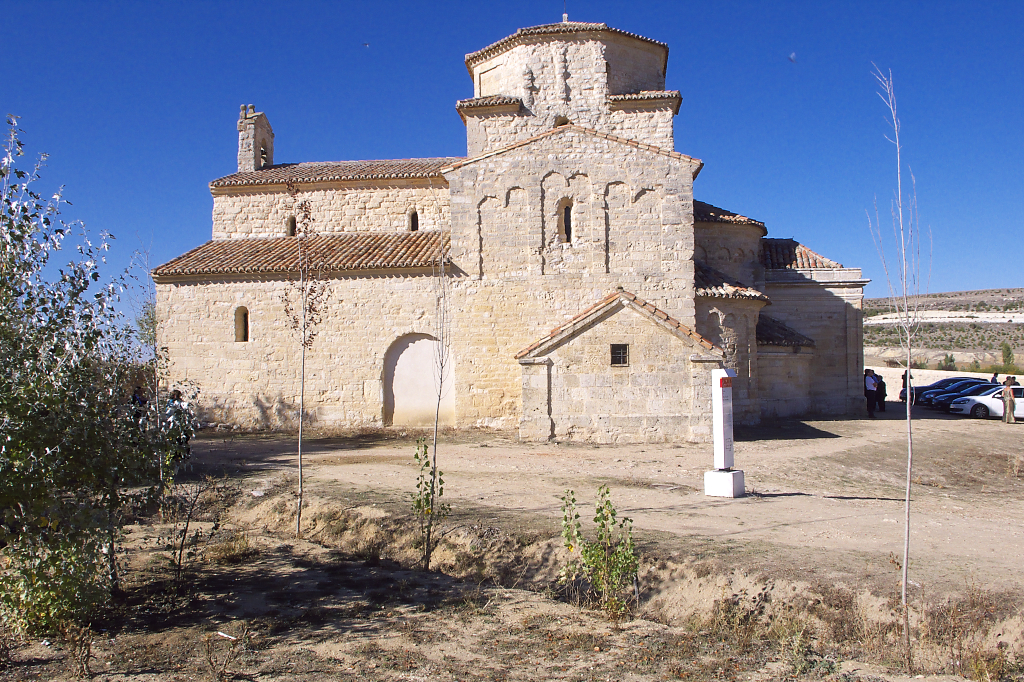
Vista de la iglesia, fachada sur.

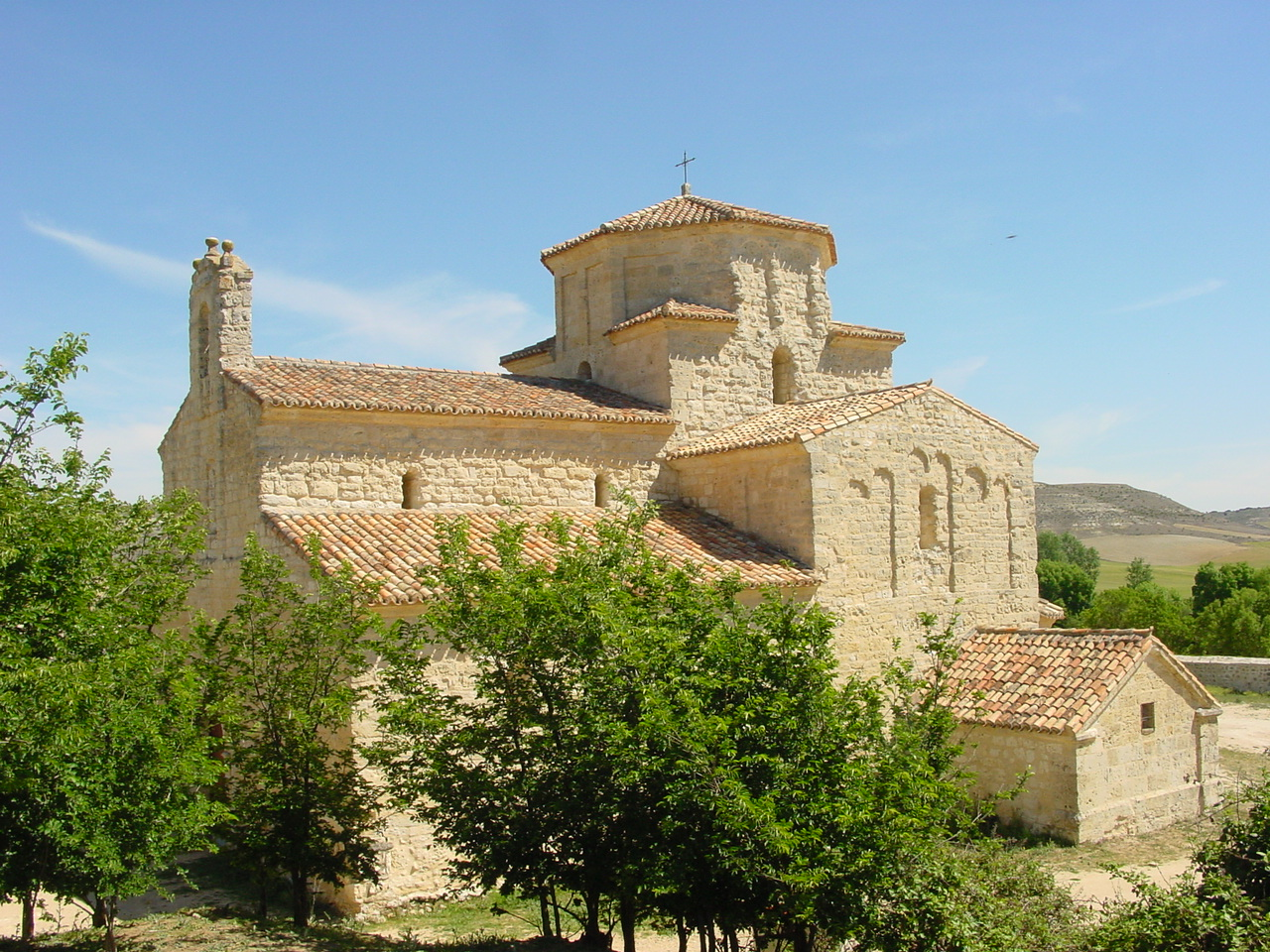
Imagen de la iglesia, fachadas oeste y sur.

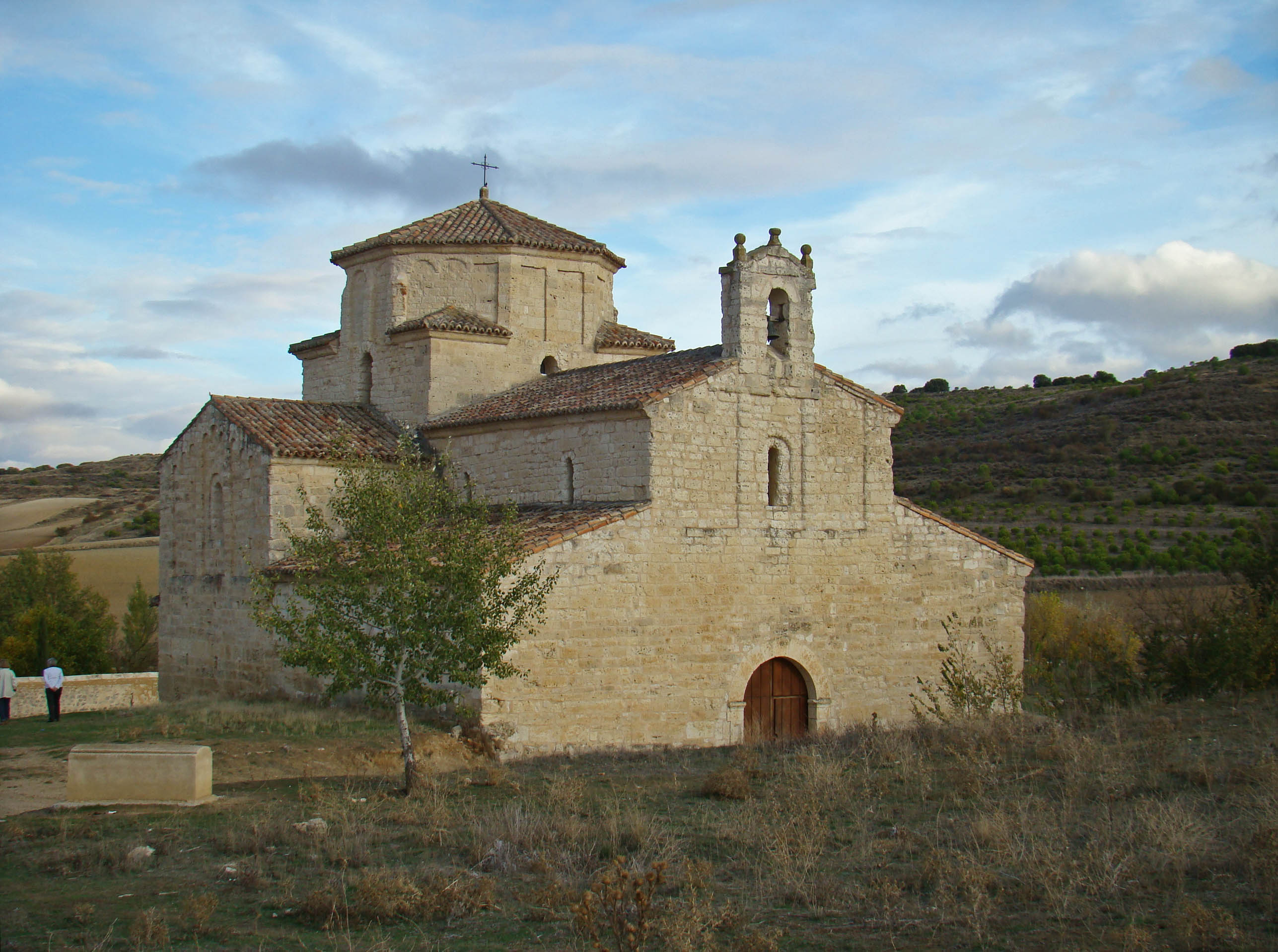
Fachada oeste.

#### Planta y disposición
La planta de la iglesia es un rectángulo de unos 16 metros de longitud y 14,5 metros de ancho, con tres naves y un crucero inscrito, cuyo diseño no sobresale del perímetro general. La nave central es más ancha y alta que las laterales, y la cabecera está formada por tres ábsides semicirculares. Este diseño presenta una notable regularidad en sus proporciones, con una clara semejanza con la iglesia de San Martín de Frómista, aunque la de Urueña tiene dos tramos longitudinales en lugar de los cuatro de la primera.

#### Soportes y elementos estructurales
La separación de las naves se realiza mediante pilares cruciformes robustos, sin columnas decorativas, capiteles ni basas, lo que refuerza la sensación de solidez del edificio. Los arcos fajones que sostienen la bóveda de medio cañón son altos y parecen de medio punto. Los muros de la iglesia son gruesos en su base y se estrechan a mayor altura, lo que sugiere que fueron diseñados para resistir el empuje de la estructura, dado que carecen de contrafuertes.

#### Crucero y cimborrio
El crucero está cubierto por una cúpula octogonal levantada sobre trompas, una característica que conecta a esta iglesia con la arquitectura lombarda y catalana. Las ventanas se abren entre las trompas, a una altura considerable por encima de su arranque. La cúpula comienza con una forma esquifada y luego se redondea, aunque parece que su parte alta ha sido reconstruida.
El cimborrio, que se alza sobre el crucero, presenta una base cuadrada que se transforma en octogonal en altura, decorada con arquillos ciegos y bandas lombardas. Este elemento decorativo también se encuentra en los ábsides y los testeros de la iglesia.

#### Ábsides y decoración
Los tres ábsides son semicirculares y están decorados externamente con bandas y arquillos ciegos de estilo lombardo, que rematan en una moldura conocida como "papo de paloma". Este tipo de decoración refuerza la conexión estilística con la arquitectura románica catalana, rara vez vista en Castilla y León.

#### Exterior y modificaciones
El exterior de la iglesia muestra tres tipos de aparejo: 
1. Soga y tizón: característico de construcciones más primitivas, visible en la parte baja de la nave del Evangelio.  
2. Sillarejo: predominante en la mayor parte de la estructura románica.  
3. Sillería regular: correspondiente a las reconstrucciones de los siglos XVII y XVIII.
Entre las modificaciones más destacadas está la adición de un *camarín barroco* para la Virgen, realizado en estilo más moderno, con un diseño rectangular, pilastras decorativas y un medallón con el Ave María en la clave de la ventana. También se añadió un pórtico de ladrillo con grandes pilares y arcos de medio punto, modificando el acceso original.

## Influencias y filiación estilística
La iglesia de Nuestra Señora de la Anunciada destaca como un ejemplo atípico dentro del románico castellano-leonés, por las evidentes influencias lombardas y catalanas que se reflejan en sus elementos decorativos. Estas influencias, probablemente introducidas a través de la región de La Rioja, la conectan estilísticamente con otras iglesias como San Martín de Frómista y San Pelayo de Perazancas.
El uso de elementos constructivos como las trompas para sostener la cúpula octogonal confirma la teoría del historiador Lampérez, quien señaló que este tipo de estructura deriva de influencias catalanas difundidas por el norte de España.
La iglesia de Nuestra Señora de la Anunciada es una pieza clave en el estudio del románico en Castilla y León, tanto por su singularidad estilística como por su contexto histórico. Aunque las sucesivas reformas han alterado su estado original, sigue siendo un testimonio importante del proceso de difusión y adaptación de estilos arquitectónicos en la península ibérica durante la Edad Media